# Aromia malayana
Aromia malayana là một loài bọ cánh cứng trong họ Cerambycidae.